# Jadwiga Leszczyńska

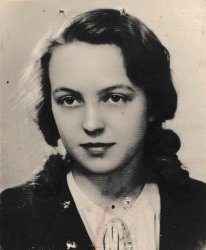
Jadwiga Leszczyńska w czasie Powstania Warszawskiego

Jadwiga Leszczyńska (z d. Dudzic) (ur. 30 września 1923 w Warszawie - zm. 28 października 2019) – doktor habilitowany nauk farmaceutycznych, uczestniczka Powstania Warszawskiego.
Urodziła się w Warszawie, w rodzinie przedsiębiorców. Była starszą siostrą Jerzego Dudzica. W latach 1930–1942 chodziła do Prywatnej Szkoły Podstawowej i Gimnazjum im. Zofii Wołoskiej w Warszawie. W trakcie II Wojny Światowej, została studentką tajnego  Uniwersytetu Warszawskiego na Wydziale Farmacji. Po Powstaniu Warszawskim wraz z rodzicami i bratem zostali wyprowadzeni z miasta i porozsyłani do obozów. W 1945, po wyzwoleniu obozu przez armię gen. Pattona, wyruszyła w pieszą podróż z Niemiec do Warszawy.  
Gdy udało jej się wrócić, podjęła ponownie studia na Wydziale Farmacji, które ukończyła w 1949. Po pierwszej pracy w aptece została zatrudniona w Ministerstwie Przemysłu Chemicznego jako rzeczoznawca do spraw leków. W latach 1958–1992 pracowała na stanowisku Sekretarza Naukowego Komisji Leków. Była również konsultantem do spraw farmakoterapii w Izbie Gospodarczej „Farmacja Polska”. W latach 70. XX wieku była wykładowcą na Wydziale Farmacji Akademii Medycznej w Warszawie, a także w Centrum Medycznym Szkolenia Podyplomowego w Warszawie i Bydgoszczy oraz w Akademii Medycznej w Poznaniu. Od 1976 do 1982 pełniła funkcję Sekretarza Naukowego Komisji Ministra Zdrowia do spraw prognozowania produkcji i zużycia leków w Polsce.  
Odznaczona za Wzorową Pracę w Służbie Zdrowia, otrzymała Złoty Krzyż Zasługi oraz Krzyż Kawalerski Orderu Odrodzenia Polski. 
Przez lata związana z Towarzystwem Przyjaciół Warszawy.  W 2014 Towarzystwo Przyjaciół Warszawy odznaczyło ją medalem - Odznaką Honorową im. Krystyny Krahelskiej — Pamięci Powstania Warszawskiego. 
W 2015, po 70 latach rozłąki, udało jej się skontaktować ze swoją koleżanką „z pryczy” z obozu w Niemczech. Ich spotkanie zostało uwiecznione przez TVP Info pod tytułem „Nierozerwalna Przyjaźń”. 
Zmarła 28 października 2019, w wieku 96 lat, w otoczeniu rodziny i bliskich.